# BueLingo
La BueLingo est une race bovine originaire des États-Unis d'Amérique. Le nom vient de son créateur Russell Bueling.

## Origine
C'est une race récente créée au Dakota du Nord. M. Bueling voulait trouver un passe temps pour sa retraite. N'aimant ni la pêche ni le golf, il opta pour la création d'une race bovine. La race de départ est la shorthorn. Un taureau, freightrain, était de parents lakenvelder. Introduit en 1983, il a communiqué à toute sa descendance le caractère "ceinturé" caractéristique. Un autre taureau, Yuma, de race chianina a donné une stature plus imposante et a orienté la race de la production mixte vers une production purement bouchère. De nombreux voisins de M. Bueling ont coopéré et acquis des animaux BueLingo pour en faire l'élevage et chacun a œuvré par la sélection de ses meilleurs individus. 
Cette race a un caractère esthétique indéniable qui a contribué à son essor, mais c'est aussi une race très performante: sa taille moyenne en fait une des races à la plus forte vitesse de croissance, donnant le plus de viande par kg d'aliment ingurgité. Les reproducteurs sélectionnés ne le sont pas sur leur grande taille mais sur leur capacité à conférer la vitesse de croissance. Les mâles confèrent aussi l'esthétique ceinture blanche à leur progéniture. Ils sont donc recherchés par les éleveurs souhaitant donner un peu d'originalité à leur troupeau.

## Morphologie
Elle porte une robe unie noire, ceinturée par une large bande blanche continue au niveau de l'abdomen. La couleur rouge existe également, elle est mentionnée par un R qui précède le nom de l'animal. Des taches sur les pattes étaient admises au début, mais proscrites depuis 2004. La race est naturellement sans cornes. Elle est de taille moyenne.

## Aptitudes
C'est une race créée exclusivement pour la production de viande. Elle donne des animaux aux carcasses bien conformées.
La BueLingo est reconnue pour ses grandes qualités maternelles :
- Bonne capacité laitière pour une croissance rapide des veaux ;
- Bassin apte à un vêlage aisé ;
- Bonne fertilité (un veau par an) ;
- Bon rendement en viande.